# Al-Ittijah al-Muakis
Al-Ittijah al-Muakis är ett debattprogram på al-Jazira med Faisal al-Qasim
som programledare. Det är baserat på CNN:s Crossfire. Programmet har orsakat åtskilliga kontroverser i arabvärlden, då det ofta består av debatter mellan en regimförespråkare och en dissident.